# Skuld (roman)
Skuld är en roman från 1998 av Karin Alvtegen.

## Handling
Efter att Peter Brolin blivit erbjuden av en främmande kvinna att lämna ett paket till hennes man för tusen kronor är han både chockad och förvånad. Han har aldrig tidigare sett kvinnan och hon verkade tro att han är privatdetektiv. Då Peter Brolin är skuldsatt och tämligen handlingsförlamad, bestämmer han sig för att leverera paketet. Väl framme på hennes mans kontor visar sig verkligheten vara något helt annorlunda. 